# Burmistrzowie Goleniowa

## Burmistrzowie Goleniowa od III Rzeczypospolitej Polskiej: (od 1990)
| Lp.  | Imię i nazwisko       | Okres Sprawowania | Okres Sprawowania | Przynależność Polityczna lub frakcja popierająca                  |
| Lp.  | Imię i nazwisko       | Od                | Do                | Przynależność Polityczna lub frakcja popierająca                  |
| ---- | --------------------- | ----------------- | ----------------- | ----------------------------------------------------------------- |
| I    | Mirosław Chylicki     | 1990              | 1994              | Brak informacji                                                   |
| II   | Andrzej Wojciechowski | 1994              | 1998              | Brak informacji                                                   |
| III  | Andrzej Lewek         | 1998              | 2002              | Brak informacji, pp. Sojusz Lewicy Demokratycznej                 |
| IV   | Andrzej Wojciechowski | 2002              | 2006              | Komitet Wyborczy Wyborców "Gmina dla Obywatela"                   |
| V    | Andrzej Wojciechowski | 2006              | 2010              | Komitet Wyborczy Wyborców "Gmina dla Obywatela"                   |
| VI   | Robert Krupowicz      | 2010              | 2014              | Komitet Wyborczy Wyborców Roberta Krupowicza Goleniów Obywatelski |
| VII  | Robert Krupowicz      | 2014              | 2018              | Komitet Wyborczy Platforma Obywatelska RP                         |
| VIII | Robert Krupowicz      | 2018              | 2024              | Komitet Wyborczy Wyborców Roberta Krupowicza                      |
| IX   | Krzysztof Sypień      | 2024              | obecnie           | Komitet Wyborczy Wyborców Krzysztofa Sypienia - Projekt Gmina     |

## Burmistrzowie Goleniowa Dawniej

### Burmistrzowie Goleniowa w latach 1945–1950[1]:
- 04.1945 – 05.1945 – Leszek Szumny
- 05.1945 – 24.07.1945 – Kazimierz Kacak
- 25.07.1945 – 15.09.1945 – Ludwika Moździerz
- 16.09.1945 – 13.11.1945 – Wacław Przekorski (p.o.)
- 14.11.1945 – 15.06.1946 – Henryk Vogel
- 28.06.1946 – 03.12.1946 – Edward Bugalski
- 15.12.1946 – 20.02.1949 – Józef Jaworski
- 20.02.1949 – 30.03.1949 – Józefa Samborska (p.o.)
- 01.04.1949 – 16.01.1950 – Antoni Hnatiuk
- 17.01.1950 – 16.06.1950 – Kazimierz Jędraszczak

### Burmistrzowie Goleniowa w okresie jego przynależności do Hanzy (do 1700)[2]:
- 1361 – Henningus Valke
- 1393 – Pawel Quast
- 1395 – Vollradus Witteborch
- 1398 – Arnoldus Witzen (Vyzen)
- 1428 – Tidecke Schulte
- 1434 – Brandt Bork
- 1436 – Brandt Bork
- 1439 – Tidecke Schulte
- 1451 – Hinrik Schulte
- 1462 – Daniel von Petersdorff (Dame Prestorp)
- 1482 – Daniel von Petersdorff (Dame Prestorp)
- 1484 – Daniel von Petersdorff (Dame Prestorp)[3]
- 1490 – Hinricus Pegelouwe
- 1545 – Joachim Schulte
- 1546 – Merten Köppe (Koppan)
- 1547 – Merten Köppe (Koppan)
- 1574 – Hans Korte (Korthe)
- ok. 1587 – Jakob Reutze
- 1603 – Martin Splitstötet
- 1606 – Mathias Rephun (Rephuen)
- 1609 – Johannes Andreae
- 1620 – Johann Huβet (Huscher)
- 1621 – Christop Splitstötet
- 1625 – Martin Splitstötet
- 1628 – Marten Strauch
- ok. 1630 – Petrus Gernet
- 1631 – Bettholomeus Wandlandt
- ok. 1636 – Friedrich Nitze
- 1663 – Petrus Rephun (Rephuen)
- 1664 – Andreas Stapel
- 1673 – Johann Christop Flatow
- przed 1686 – Joachim Mahlkevitz
- 1686 – Georgius Schultze
- 1687 – Valentin Mayer
- 1691 – Johann Christop Flatow
- 1699 – David Stein